# ターハル・ベン・ジェルーン
ターハル・ベン・ジェルーン（Tahar Ben Jelloun、アラビア語: الطاهر بن جلون al-ṭāhar bin ǧallūn, 1947年12月1日 – ）は、モロッコ出身の詩人、小説家。

## 略歴
モロッコのフェズに生まれる。マドラサ（コーランの教えに基づくアラビア語の学校、イスラム学校）に通い、6歳でアラビア語・フランス語のバイリンガルの小学校に入学。1955年に一家はジブラルタル海峡に面した港町タンジェに越し、ベン・ジェルーンは同地の小学校に転入し、初等教育修了証書を取得。
1956年、リセ・イブン・アル＝ハティーブ（Lycée Ibn Al Khatib）、次いでリセ・ルニョーに学び、1963年にバカロレアを取得。ラバトのムハンマド5世大学で哲学を収める。
1965年にモロッコの主要都市で学生・生徒のストライキが起こり、弾圧される。翌1966年にストライキの首謀とされた95人の学生の一人として逮捕され、1968年に釈放。
テトゥアン、次いでカサブランカのリセで教鞭を執った後、1970年10月に渡仏。
執筆活動に専念し、次々と作品を発表した後、素描・絵画を始め、2010年から油彩に取りかかる。2013年にローマで最初の個展を開く。
その作品は世界中で47の言語に翻訳されている。

## 受賞・栄誉

### 文学賞
- ゴンクール賞 - 『聖なる夜』に対して（1987年）
- 国際IMPACダブリン文学賞 -『あやまちの夜』（英訳 This Blinding Absence of Light）（2004年）

### 栄誉
- 芸術文化勲章コマンドゥール（1995年）[5]
- レジオンドヌール勲章オフィシエ（2008年）[6]
- アカデミー・ゴンクール（フランス語版）会員（2008年）[7]
- エーリヒ・マリア・レマルク平和賞（ドイツ語版）（2011年）[8][9]
- 国家功労勲章コマンドゥール[9]

## 邦訳作品
- 『歓迎されない人々 - フランスのアラブ人』高橋治男、相磯佳正共訳、晶文社、1994年
- 『砂の子ども』菊地有子訳、紀伊国屋書店、1996年
- 『気狂いモハ、賢人モハ』澤田直訳、現代企画室（越境の文学/文学の越境）、1996年
- 『聖なる夜』菊地有子訳、紀伊国屋書店、1996年
- 『不在者の祈り』石川清子訳、国書刊行会（文学の冒険）1998年
- 『娘に語る人種差別』松葉祥一訳、青土社、1998年、新版 2017年
- 『最初の愛はいつも最後の愛』堀内ゆかり訳、紀伊国屋書店、1999年
- 『あやまちの夜』菊地有子訳、紀伊国屋書店、2000年
- 『子どもたちと話すイスラームってなに？』藤田真利子訳、現代企画室、2002年
- 『出てゆく』香川由利子訳、早川書房、2009年
- 『アラブの春は終わらない』齋藤可津子訳、河出書房新社、2011年
- 『火によって』岡真理訳、以文社、2012年
- 『嘘つきジュネ』岑村傑訳、インスクリプト、2018年
- 『おとなは子どもにテロをどう伝えればよいのか』西山教行訳、柏書房、2022年

## 著書
- Harrouda (1973)
- La Réclusion solitaire (1976)
- Moha le fou, Moha le sage (『気狂いモハ、賢人モハ』) (1978)
- La Prière de l'absent (『不在者の祈り』) (1981)
- Hospitalité française (『歓迎されない人々 ― フランスのアラブ人』) (1984)
- L'Enfant de sable (The Sand Child, 『砂の子ども』) (1985)
- La Nuit sacrée (The Sacred Night, 『聖なる夜』) (1987)
- Jour de silence à Tanger (1990)
- Les Yeux baissés (1991)
- La Remontée des cendres (The Rising of the Ashes) (1991)
- Éloge de l'amitié (1994)
- L'Homme rompu (1994)
- Le premier amour est toujours le dernier (『最初の愛はいつも最後の愛』) (1995)
- Les Raisins de la galère (1996)
- L'Auberge des pauvres (1997)
- Le Racisme expliqué à ma fille (Racism Explained to My Daughter, 『娘に語る人種差別』) (1998)
- Cette aveuglante absence de lumière (This Blinding Absence of Light, 『あやまちの夜』) (2001)
- L'Islam expliqué aux enfants（『子どもたちと話すイスラームってなに？』） (2002)
- La Belle au bois dormant (2004)
- Le Dernier Ami (2004)
- Partir (『出てゆく』) (2006)
- Yemma (2007)
- Beckett et Genet, un thé à Tanger (2010)
- Jean Genet, menteur sublime（『嘘つきジュネ』）(2010)
- Par le feu  (『火によって』) (2011)
- L’Étincelle — Révolte dans les pays arabes（『アラブの春は終わらない』）(2011)
- Que la blessure se ferme (2011)
- Le Bonheur conjugal (2012)
- Au seuil du paradis (2012)
- L'Ablation (2014)
- Mes contes de Perrault (2014)
- Qui est Daech? (2015) - エドガール・モラン、レジス・ドゥブレ、ミシェル・オンフレ、オリヴィエ・ヴェヴェール、ジャン＝クリストフ・リュファン、ジル・ケペル共著
- Contes Coraniques (2015)
- De l'Islam qui fait peur (2015)
- Le Mariage de plaisir (2016)
- Le Terrorisme expliqué à nos enfants (2016)
- Un pays sur les nerfs, éditions de l'aube (2017)
- La Punition (2018)
- L'Insomnie (2019)